# Fotbal Club Brașov
El FC Brașov és un club de futbol romanès de la ciutat de Brașov. El club es fundà el 1937 tot i que no arribà a la màxima categoria del futbol romanès fins al 1957. Guanyà la Copa Balcànica de clubs el 1960.

## Evolució del nom
- 1937: UA Brașov (Uzinele de Armament Brașov)
- 1948: CS Steagul Roşu Brașov
- 1950: Metalul Brașov
- 1953: Dinamo Oraşul Stalin
- 1957: fusió amb Dinamo Oraşul Stalin en Energia Oraşul Stalin
- 1958: CS Steagul Roşu Orasul Stalin
- 1961: CS Steagul Roşu Brașov
- 1980: FCM Brașov
- 1990: FC Brașov

## Jugadors destacats
| - Stere Adamache - Ibrahim Dossey - Dorin Arcanu - Alexandru Marc - Dumitru Stangaciu - Vasile Iordache - Florin Prunea - Razvan Lucescu - Nicolae Pescaru - Costica Stefanescu - Mihai Ivancescu - Mateescu - Teodor Anghelini - Ioan Naghi - Serbanoiu - Casian Miclaus - Laszlo Balint |  | - Marius Constantin - Flavius Moldovan - Gabriel Tamas - Cosmin Bodea - Tiberiu Ghioane - Ghergheli - Sulea - Bucur - Nicolae Proca - Naftanaila - Sereday - Vaidean - Mihai Stere - Tibor Selymes - Iulian Chirita |  | - Marius Onofras - Daniel Isaila - Octavian Cocan - Cornel Buta - Vasile Ghindaru - Aurel Ghindaru - Ciprian Mozacu - Robert Ilyes - Arman Karamyan - Corneliu Vasc - Csaba Györffy - Marius Lacatus - Cramer - Paraschivescu - Zoltan David |  | - Hasoti - Marian Ivan - Alexandru Andrasi - Emerich Vascko - Mugurel Buga - Romeo Surdu - Ioan Ganea - Sabin Ilie - Florin N. Iorga - Marcel Sandor |